# Sophie Trébuchet
Sophie Trébuchet (Nantes, 19 giugno 1772 – Parigi, 27 giugno 1821) è stata una nobile francese.

## Biografia
Sophie Trébuchet è conosciuta per essere la moglie di Joseph Léopold Sigisbert Hugo e la madre di Abel, Eugène e di Victor Hugo.
Sophie è figlia di borghesi bretoni, ma i suoi genitori, Jean-François Trébuchet (1731-1783), capitano di marina, e Louise Le Normand du Buisson (1748-1780), figlia di un giudice, muoiono che lei è ancora piccola ed affidano la sua custodia ai familiari. Sophie Trébuchet passa quindi la sua infanzia fra Nantes e Châteaubriant, dove vive con una delle sue zie. Si allontana da Nantes durante gli scontri violenti che accompagnano la Rivoluzione francese e si rifugia a Châteaubriant, dove incontra nel 1796 Joseph  Hugo, allora soldato e che sarà suo sposo. Sophie segue quindi Hugo a Parigi, dove si sposano il 15 novembre 1797, prima di trasferirsi  alla residenza della famiglia di quest'ultimo, a Lunéville. Gli spostamenti della coppia non terminano qui, e Sophie segue il suo fidanzato prima a Bastia e infine a Besançon, dove Joseph Hugo viene appuntato. In questo periodo che va dal 1798 al 1802, Sophie dà alla luce i suoi tre figli: Abel, Eugène e Victor.
A Besançon, Sophie conosce Giuseppe Bonaparte, che cercherà anni più tardi per intercedere a favore del marito. Il figlio Victor nasce nella casa di piazza Saint-Quentin e viene in seguito battezzato avendo Victor Fanneau de Lahorie, amico del padre, come padrino. Sophie si sposta per ragione politiche a Parigi, mentre Joseph rimane a Marsiglia, dove ha ora residenza. Lontano dal marito, Sophie si lega a Victor Fanneau de Lahorie, del quale si dice che possa essere padre di Victor Hugo.
Il battaglione di Joseph Hugo è inviato a Portoferraio, dove risiede nel 1805, quando Sophie lo raggiunge con i suoi figli. Durante questo viaggio, scopre che suo marito ha come amante Catherine Thomas, il che spingerà Sophie a tornare nuovamente a Parigi, dove vive a stretto contatto con la famiglia Foucher. Dopo un altro viaggio in Italia, a Napoli poi ad Avellino, dove risiede suo marito con l'amante, Sophie decide di tornare definitivamente a Parigi, dove si stabilisce in un convento a rue des Feuillantines. Lì si nasconde Victor de Lahorie, fino al suo arresto il 29 dicembre 1810, sotto gli occhi della famiglia Hugo.
Nel mese di marzo 1811, parte per la Spagna con i suoi figli per visitare il marito, diventato nel frattempo conte de Siguenza. Questi però si rifiuta di incontrarla, visto che vive con l'amante a Guadalajara. Joseph Hugo chiede il divorzio e la custodia dei tre figli, che piazza al Collège des Nobles, a Madrid. Sophie, che ha attraversato il paese in guerra, si rifiuta di cedere e chiede l'intercessione di Giuseppe Bonaparte, ormai re di Spagna. Rapidamente gli sposi si riconciliano e Sophie rientra a Parigi.
Sophie è vicina agli ambienti del complotto portato da generale Malet, che voleva approfittare della disfatta di Russia per spodestare Napoleone: Victor de Lahorie doveva, secondo i piani, diventare ministro di Polizia una volta riuscito il colpo di Stato. Il complotto viene sventato e i cospiratori vengono imprigionati nella prigione dell'Abbaye; il 29 ottobre 1812 sono fucilati a Grenelle.
Joseph Hugo arriva a Thionville, dove presenta Catherine Thomas -dalla quale non si era separato- come la generalessa Hugo. Sophie, non ricevendo più da tempo la sua rendita, decide di affrontarlo e confida nel mentre i figli Eugène e Victor alla famiglia Foucher e parte con Abel. Joseph chiede nuovamente il divorzio per adulterio e ottiene anche la custodia dei figli, che piazzerà in un internato. Sophie visita sovente i figli in collegio, fino a quando ne ottiene nuovamente la custodia, nel 1818, dopo la sentenza di divorzio. In quel momento Abel ha 20 anni, Eugène 18 e Victor 16. Il maggiore è divenuto luogotenente mentre Eugène e Victor sono iscritti alla facoltà di Diritto, anche se il padre li crede all'École polytechnique. Scoprendo che Victor ha un talento fuori dal comune per la poesia, Sophie lo spinge a sviluppare le sue qualità artistiche, anche se favorisce Eugène, anch'egli con una certa abilità letteraria, ma più fragile rispetto al fratello minore.
Sophie scopre che Victor è innamorato di Adèle Foucher, figlia degli amici di famiglia, però si oppone alla loro unione, dato che non nutre una buona opinione della ragazza. Gli Hugo si spostano in un appartamento rue des Mézières nel gennaio 1821. La casa ha un giardino, dove Sophie passa le sue giornate. Lì prende freddo e di conseguenza si ammala. Sophie Trébuchet muore nel pomeriggio del 27 giugno. Il 28 giugno viene seppellita nel cimitero di Vaugirard e molti anni dopo, suo figlio Victor ne farà trasferire i resti al Père-Lachaise, dove riposa sotto il nome di Contessa Hugo.